# Kégl Sándor
Csalai Kégl Sándor (Kiskunlacháza-Szunyog, 1862. december 1. – Kiskunlacháza-Pusztaszentkirály, 1920. december 29.) iranista, irodalomtörténész, a Magyar Tudományos Akadémia levelező (1906) tagja. A 19. századi magyarországi iranisztika kiemelkedő alakja, a perzsa nyelv és irodalomtörténet első hazai egyetemi tanára, a klasszikus és újkori perzsa irodalom kiváló ismerője volt.

## Életútja
Középbirtokos nemesi családban született csalai Kégl Sándor (1825–1905) és nagyjeszeni Jeszenszky Terézia (1838–1894) gyermekeként. Középiskolai tanulmányait magánúton végezte. 1885-ben iratkozott be a Budapesti Tudományegyetemre, ahol Vámbéry Ármin tanítványaként török és perzsa nyelvet, Hatala Pétertől és Goldziher Ignáctól arabot tanult, mindeközben Bécs, Párizs, Oxford és Cambridge egyetemein is hallgatott keleti nyelveket, az eddigieken túl szanszkritot és hindit is. Bölcsészdoktori oklevelét 1889-ben szerezte meg, majd 1889–1890-ben, fél éven keresztül Perzsiában tartózkodott, s a teheráni könyvtárakban filológiai kutatásokat végzett. 1893-ban magántanári képesítést szerzett a Budapesti Tudományegyetemen a perzsa nyelv és irodalom tárgyköréből, 1904-től haláláig címzetes nyilvános rendkívüli tanárként oktatott az egyetemen.
Mindeközben családi birtokaik irányítását is kézben tartotta, a Kégl család Kiskunlacháza melletti, pusztaszentkirályi kúriájában élt, itt kapott helyet dolgozószobája és hatalmas magánkönyvtára is. Soha nem nősült meg, Pusztaszentkirályon szintén egyedülálló és gyermektelen testvéreivel – nővérével és öccsével – élt együtt. Nagybeteg – de később felépült – öccse ágyánál virrasztott, amikor ötvennyolc éves korában szívrohamban meghalt; nővére a hajnali órákban öngyilkosságot elkövetve követte öccsét a halálba.

## Munkássága
Pályája elején Goldziher Ignác hatására arabistának indult, bölcsészdoktori értekezését is e tárgyban írta meg, de érdeklődése középpontjába hamarosan a középkori perzsa és szanszkrit irodalom története került. Behatóan foglalkozott a középkori Kelet vallásos és legendairodalmával (Bhagavad-gíta, dzsátakák), 11–14. századi perzsa szúfi költők dívánjaival és misztikusok gyűjteményeivel, a hagyományos perzsa népköltészeti műfajokkal és a klasszikus költői művek folklorizálódásával is. Korának filológiai szemléletétől eltérően Kégl érdeklődött a 19. századi perzsa irodalom áramlatai iránt is, s a kortárs perzsa költőket, próza- és drámaírókat ő ismertette meg az irodalmi szakma és a nagyközönség széles rétegeivel. Orientalisztikai és filológiai tanulmányai többnyire az MTA osztályközleményeiben, a Budapesti Szemle és az Egyetemes Philologiai Közlöny című szakfolyóiratokban jelentek meg, a Kelet világáról szóló ismeretterjesztő írásai a Vasárnapi Ujságban láttak napvilágot. Németül Alexander von Kegl név alatt publikált.
1906 után ő készítette el a Magyar Tudományos Akadémia (MTA) Könyvtárában őrzött keleti kéziratok első annotált katalógusát. Ő maga is tekintélyes, 11 ezer kötetes magánkönyvtárat gyűjtött össze élete során, amely halálát követően, 1924-ben az MTA tulajdonába került. A nyelvészeti, orientalisztikai, lexikográfiai és asztrológiai munkák mellett a Kégl-gyűjtemény legbecsesebb darabjai közé tartozik 59 perzsa kéziratos munka, egyebek mellett a Kalíla és Dimna állatmese-gyűjtemény 1319-es keltezésű kézirata, Anvarí, Amír Huszrau Dihlaví és Háfiz 12–14. századi dívánjai.

## Társasági tagságai és elismerései
Tudományos eredményei elismeréseként a Magyar Tudományos Akadémia 1906-ban levelező tagjai közé választotta, 1914-től az akadémiai Balkán-bizottság tagjaként működött.

## Főbb művei
- Kamâl al-Dîn Damîrî Ḥajât al-ḥajwân: Az állatok élete. Budapest, k. n., 1889, 35 p. (Bölcsészdoktori értekezése)
- Utazásom Perzsiába. in: Vasárnapi Ujság 1890–1891. (folytatásokban)
- Egy persa király háreme. Edud ed-daulet herczeg följegyzései nyomán. in: Budapesti Szemle 1891. 66. kötet 378–391.
- Tanulmányok az ujabbkori persa irodalom történetéből. in: Értekezések a Magyar Tudományos Akadémia Nyelv- és Széptudományi Osztálya Köréből X. 1892. 577–762. REAL-EOD
- Politikai irányelvek keleten nyolczszáz évvel ezelőtt. in: Budapesti Szemle 1892. 71. kötet 298–307.
- Egy új dsatáka-gyűjtemény. in: Budapesti Szemle 1893. 75. kötet 279–285.
- Amánat és a hindusztáni dráma. in: Egyetemes Philologiai Közlöny XVIII. 1894. 38–42.
- Naszreddin sah úti naplója 1889-ből. in: Budapesti Szemle 1895. 84. kötet 117–134.
- A perzsa népdal. Budapest, 1899, 44 p. REAL-EOD
- Szenáji és a perzsa vallásos költészet. in: Értekezések a Magyar Tudományos Akadémia Nyelv- és Széptudományi Osztálya Köréből XVIII. 1904. 491–663. REAL-EOD
- Perzsia. in: Egyetemes irodalomtörténet. Szerk. Heinrich Gusztáv. Budapest, 1903. Első kötet 329–362.
- Dselâl ed-Dîn Rumî négysoros versei. in: Értekezések a Magyar Tudományos Akadémia Nyelv- és Széptudományi Osztálya Köréből XIX. 1907. 563–634. REAL-EOD
- Bhagavad-gîtâ. in: Értekezések a Magyar Tudományos Akadémia Nyelv- és Széptudományi Osztálya Köréből XXI. 1911. 246–279. REAL-EOD
- Emir Khoszrev. in: Értekezések a Magyar Tudományos Akadémia Nyelv- és Széptudományi Osztálya Köréből XXI. 1911. 575–616. REAL-EOD
- A perzsa irodalom vonzásában. Válogatott tanulmányok; bev. Sárközy Miklós, szerk. Dévényi Kinga; MTAK, Bp., 2012 (Budapest oriental reprints. Series A)